# Mancos (distrito)
Distrito peruano de Mancos é um dos oito distritos da Província de Yungay, situcada no Ancash, pertenecente a Região de Ucayali, Peru.

## Transporte
O distrito de Mancos é servido pela seguinte rodovia:
- PE-3N, que liga o distrito de La Oroya (Região de Junín) à Puerto Vado Grande (Fronteira Equador-Peru) no distrito de Ayabaca (Região de Piura)[2][3][4]